# Halobaena caerulea
Il petrello azzurro (Halobaena caerulea (Gmelin, 1789)) è un uccello della famiglia Procellariidae. È l'unica specie nota del genere Halobaena Bonaparte, 1856.

## Descrizione
Questa specie è lunga 26–32 cm, pesa 152–251 g, ed ha una apertura alare di 58–71 cm.

## Biologia
Si nutre in prevalenza di crostacei, specialmente di krill (Euphausia spp.) e di anfipodi, e in misura minore di pesci (Myctophidae, Nototheniidae) e molluschi (calamari).

## Distribuzione e habitat
La specie è diffusa negli oceani dell'emisfero meridionale. I siti di nidificazione comprendono diverse isole antartiche e sub-antartiche tra cui le isole Crozet e Kerguelen (Terre Australi e Antartiche Francesi), l'isola Marion e l'isola del Principe Edoardo (Sudafrica), l'isola Macquarie (Australia), l'arcipelago della Georgia del Sud (Georgia del Sud e Isole Sandwich Australi).